# Божићни принц
Божићни принц (енгл. A Christmas Prince) америчка је божићна романтична комедија. Режирао га је Алекс Зам, а продуцент je Ејми Крел. У филму глуме Роуз Мекајвер, Бен Ламб, Том Најт, Сара Даглас, Данијел Фазерс, Алис Криге, Тахирах Шариф, Хонор Кнафсеј, Тео Девани и Ема Луиза Сондерс. Филм је објављен на Нетфликсу 17. новембра 2017. Његов успех довео је до снимања два наставка, Божићни принц: Краљевско венчање (2018) и Божићни принц: Краљевска беба (2019).

## Радња
Непосредно пред Божић, амбициозна млада америчка новинарка часописа, Амбер Мур (Роуз Мекајвер), послата је у страну државу Алдовију да извештава о конференцији за штампу коју је одржао принц Ричард (Бен Ламб), који би требало да преузме трон након недавне смрти његовог оца. Ричард је у штампи представљен као неодговоран плејбој, а такође се прича да планира да абдицира. Амбер се нада да ће њен рад у Алдовији довести до велике паузе и она се упути у палату краљевске породице на конференцију за штампу, али принц се не појављује. Уместо да оде са осталим новинарима, Амбер одлучи да тајно уђе у палату, а када је ухвате мисле да је нова америчка учитељица младе принцезе Емили (Хонор Кнафсеј), Марта Андерсон. Амбер прихвата нови идентитет како би истражила гласине о абдикацији.
Емили, која болује од спине бифиде, покушава да натера Амбер да одустане од посла, али се веже за њу након што се Амбер према њој понаша као према свима осталима, а не као према инвалиду. Као Емилина учитељица, Амбер упознаје краљевску породицу, укључујући Ричарда, за којег схвата да је човек кога је раније вређала на алдовијском аеродрому након што јој је украо такси у који је требала да уђе. Привлачи је након што сазна да је супротно гласинама саосећајан и одговоран човек. Једина истинита гласина је да не жели да заузме престо. За то време, Амбер сазнаје од Емили да је Ричардов љубоморни рођак Сајмон (Тео Девани) следећи на реду за престо, што он силно жели. Амбер, такође, сусреће Ричардову бившу девојку Софију (Ема Луиза Сондерс), за коју Ричард сумња да се занима за њега само због његове будуће титуле.
Емили сазнаје истину о Амберином идентитету, али пристаје да чува тајну све док Амбер пише причу која разоткрива принца Ричарда као доброг човека, какав он и јесте. У потрази за својом причом, Амбер прати Ричарда на коњу кроз шуму, али је коњ одбаци и замало је нападне вук, али принц је спашава. Ричард одводи Амбер у очеву стару ловачку колибу, где открива да је, након што је рекао оцу да ће се одрећи престола, потукао и да је краљ убрзо умро. Ричард затим показује Амбер мистериозну песму коју је написао његов отац, а њих двоје се скоро пољубе, али их прекида звук ртања коња. Након што Ричард одлази да их провери, Амбер претражује сто покојног краља и открива скривену фиоку у којој се налазе документи који доказују да је принц тајно усвојен. Она их сакрива и однoси назад у палату.
Амбер не жели да открије истину јер би то повредило Ричарда, али одлучује да он то заслужује да зна и одводи га у шетњу. Таман кад жели да му све призна, Ричард је пољупцем прекида, а Амбер схвата да је заљубљена у њега. У исто време Софија и Сајмон претражују Амберину собу и откривају њен прави идентитет и Ричардову потврду о усвајању. На балу, на Бадње вече, док се Ричард припрема за крунисање, Софија показује пред свима потврду о Ричардовом усвајању и открива прави Амберин идентитет. Сајмон се предлаже као следећи на реду за престо, док Ричард одлази са крунисања и одбија да прихвати Амберино извињење, након чега она напушта палату. Касније краљица открива Ричарду да га је усвојила након што јој је речено да не може имати деце и да је зажалила што му то није рекла раније, већ да су га она и краљ сматрали својим правим сином. Ричард жели да преузме одговорност коју му је отац наменио, али мора да пронађе доказ који говори да је то његова последња жеља или ће у супротном Сајмон постати краљ.

## Улоге
| Глумац            | Улога           |
| ----------------- | --------------- |
| Роуз Мекајвер     | Амбер Мур       |
| Бен Ламб          | Принц Ричард    |
| Том Најт          | Премијер Дензил |
| Сара Даглас       | Аверил          |
| Данијел Фазерс    | Руди Мур        |
| Алис Криге        | Краљица Хелена  |
| Тахирах Шариф     | Мелиса          |
| Хонор Кнафсеј     | Принцеза Емили  |
| Тео Девани        | Сајмон          |
| Ема Луиза Сондерс | Софија          |

## Снимање
Филм је у потпуности снимљен у Румунији, у дворцу Пелеш и у Букурешту. Објављен је на Нетфликсу 17. новембра 2017.

## Критика
Ротен томејтоуз је на основу 10 критика оценио филм са просечном оценом 6 од 10.